# Motorsport Network
Motorsport Network è un'azienda internazionale di media e tecnologia con le sue sedi principali a Miami e Londra. I brand e siti dell'azienda si focalizzano su contenuti riguardanti l'automobilismo.

## Storia
In seguito all'acquisizione di Motorsport.com, l'azienda stabilì la sua sede a Miami nel 2015 e nel 2016 acquistò il suo competitor principale Haymarket Publishing operante con numerosi brand nell'automobilismo, tra cui la rinomata rivista Autosport.
L'azienda aprì una sua divisione specializzata nell'automotive creando Motor1.com. Per ampliare la divisione in seguito vengono create o acquistate altre piattaforme tra cui FerrariChat.com, InsideEVs.com e MYEV.com.
Dal 2017 il gruppo è un azionista di Formula E Holdings.
Il network nel 2018 ha avuto molte collaborazioni con organizzatori di competizioni automobilistiche e sviluppatori di videogiochi, ciò ha attratto molti investitori tra cui il campione del mondo Fernando Alonso che ha investito nella divisione esport e Alejandro Agag che ha investito nella divisione dedicata alle auto elettriche. Motorsport games, la divisione dedicata al gaming, nel 2020 ha organizzato eventi esport per varie competizioni tra cui la NASCAR, Le Mans, Formula E e il World RX durante la pandemia di COVID-19.

## Settori di attività
I due principali settori del gruppo sono quello motorsport e quello automotive. Le principali attività sono elencate in seguito.

### Settore motorsport

#### Motorsport.com
Motorsport.com è il sito di punta del network edito in 15 lingue attraverso 21 edizioni nazionali.
La piattaforma, fondata nel 1994, offre notizie e risultati delle principali competizioni motoristiche.
Le principali edizioni in cui il sito è disponibile sono: Stati Uniti, Francia, Germania, Spagna, Ucraina, America Latina, Brasile, Australia, Medio oriente, Svizzera, Cina, Indonesia, Russia, Italia, Giappone, Paesi Bassi, Turchia e Ungheria.

#### Autosport
Autosport è un altro dei marchi più importanti nel gruppo, offre notizie e approfondimenti sulle principali competizioni motoristiche attraverso il sito Autosport.com e la rivista Autosport. Dal network vengono organizzate la cerimonia di premiazione Autosport Awards e il salone dell'auto Autosport International.

#### GP Racing
Creata nel 1996 la rivista mensile GP Racing è una delle riviste sull'automobilismo più note a livello mondiale, viene pubblicata in diverse edizioni. Prima del febbraio 2020 la rivista si chiamava F1 Racing, nome poi cambiato per il mancato rinnovo della licenza con la Formula 1 per poter usare il marchio registrato F1 nel nome della rivista.

#### Motorsport.tv
Motorsport.tv è una piattaforma di streaming di corse motoristiche e vari approfondimenti e documentari su queste ultime.

#### Motorsport Images
Motorsport Images con oltre 26 milioni di immagini è un'ampia raccolta di fotografie e illustrazioni riguardanti le competizioni motoristiche. Tra le immagini più note spiccano le illustrazioni di Giorgio Piola.

#### Motorsport Games
Motorsport Games è la divisione gaming del gruppo. Ha pubblicato vari videogiochi tra cui NASCAR Heat (tramite la controllata 704Games) e organizza eventi di esport. Nel 2020 ha organizzato eventi esport per varie competizioni tra cui la NASCAR, Le Mans, Formula E e il World RX durante la pandemia di COVID-19.

#### Motorsport Tickets
Motorsport tickets vende biglietti di vari eventi e corse motoristiche.

### Settore Automotive

#### Motor1.com
É la piattaforma di punta del gruppo per quanto riguarda l'automotive. Opera in 10 lingue con svariate edizioni locali producendo recensioni, approfondimenti e guide all'acquisto di automobili. Attualmente le edizioni di Motor1.com sono negli Stati Uniti, in Francia, Spagna, Germania, Italia, Ungheria, Turchia, Brasile e Argentina.  L'edizione italiana del sito è nata il 16 aprile 2018 a seguito dell'acquisizione di OmniAuto.it da parte di Motosport Network, avvenuta nel 2015.

#### InsideEVs
InsideEVs è un sito che produce contenuti riguardanti veicoli elettrici. Viene acquistato da Motorsport Network nel 2017.

#### FerrariChat
FerrariChat è una community online riguardante la Ferrari fondata nel 2000.

### Altri settori e partecipazioni

#### Formula E
Motorsport network è un azionista di Formula E Holdings, società che organizza il campionato di Formula E.

#### Motorsport stats
Raccolta di risultati, dati e analisi di corse motoristiche.

#### Giorgio Piola
Il gruppo è proprietario del brand Giorgio Piola che vende illustrazioni e orologi disegnati dall'omonimo giornalista e illustratore italiano.

#### Motorsport Jobs
Piattaforma che raccoglie annunci di lavoro nell'ambito del motorsport.